# Alquenona

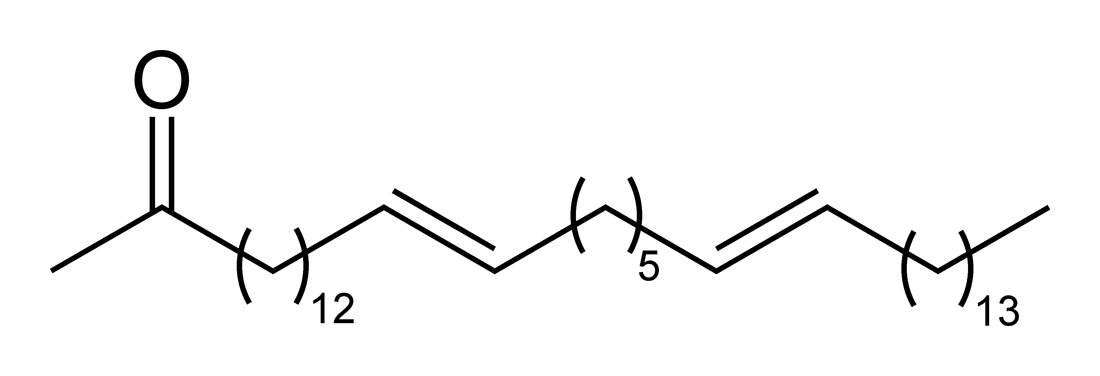
Alquenona C_{37:2}

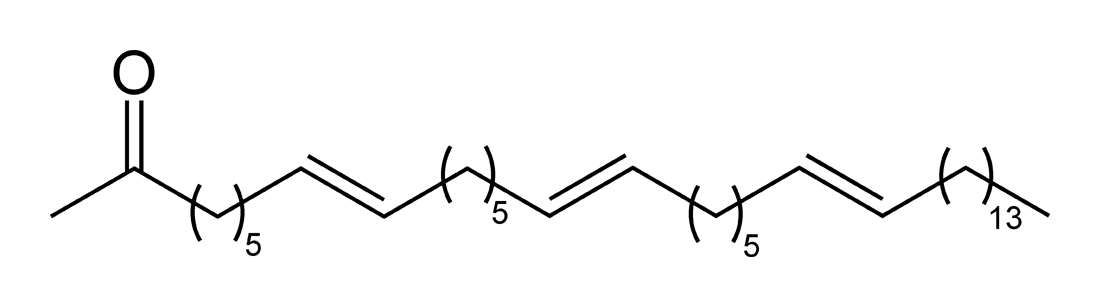
Alquenona C_{37:3}

Una alquenona és un tipus de cetona molt resistent a la degradació amb diferent nombre de dobles enllaços. A la naturalesa solem trobar-les amb 36, 37 i 38 àtoms de carboni i solen ser produïdes pels organismes que constitueixen el fitoplàncton. Un exemple d'alquenona seria la heptatriaconta-[15E,22E]-dien-2-ona, que és produïda per un cocolitofòrid anomenat Emiliana huxleyi.
Les alquenones presents en l'ambient marí són emprades com a biomarcadors per tal d'obtenir, mitjançant la seva concentració, informació sobre la temperatura superficial de l'aigua en el moment en què va viure l'organisme que la va sintetitzar. Això és degut al fet que els cocolitofòrids sintetitzen un tipus d'alquenona o un altre depenent de la temperatura del medi en què viu. La relació entre les diferents alquenones i la temperatura superficial de l'aigua ve donada per:
{\displaystyle Uk37=0.0033SST+0.043}
On Uk37 és un coeficient  que relaciona les diferents alquenones i la temperatura del mar en superfície. Això permet conèixer la temperatura de l'oceà en altres temps perquè van ser atrapades al sediment marí.